# Narimane Harzallah
Narimane Harzallah, née le 9 octobre 1993, est une rameuse d'aviron algérienne.

## Carrière
Narimane Harzallah remporte la médaille de bronze en skiff aux Jeux africains de la jeunesse de 2010 et aux Championnats d'Afrique d'aviron 2013.
Aux Jeux méditerranéens de plage de 2015 à Pescara, elle remporte la médaille d'argent en deux de couple avec Nawel Chiali